# 447 هـ
447 هـ هي سنة في التقويم الهجري امتدت مقابلةً في التقويم الميلادي بين سنتي 1055 و1056.

## أحداث
- انهاء سيطرة البويهيين على بغداد ودخول السلاجقة.
- المعز بن زيري صاحب فاس يزحف مع جموع من مغراوة لانتزاع سجلماسة ودرعة من الأمير وانودين بن خزرون ففشلت حملة المعز وكان ذلك سببا في اضطراب أمره واستفحال سلطة وانودين الذي استولى على بعض من أعمال فاس وعلى جميع قصور ملوية.

## مواليد
- ابن حمديس، شاعر أندلسي (توفي 527 هـ)
- عبد الله بن بلقين

## وفيات
- أبو بكر يحيى بن الخياط
- ابن سلوان المازني
- سليم بن أيوب الرازي
- ابن الخياط